# Jaws 2
Jaws 2 (br: Tubarão 2; pt: Tubarão II) é um filme estadunidense de 1978, dos gêneros terror e suspense, realizado por Jeannot Szwarc e continuação de Tubarão, trazendo de volta os atores Roy Scheider, Lorraine Gary, Murray Hamilton e Jeffrey C. Kramer.
O filme recebeu críticas mistas, mas foi um sucesso de bilheteria e é considerado por muitos, a melhor das três sequências do filme.

## Sinopse
Dois mergulhadores estão observando os destroços do barco Orca, usado por Quint no filme anterior. De repente aparece um tubarão e os mata. Portanto a câmera tira uma foto do lado direito do rosto do bicho. O chefe da polícia Martin Brody está indo a uma festa onde ele encontra com a esposa Ellen e os filhos Sean e Michael. O Prefeito Larry Vaughn fala sobre uma "árvore de dinheiro" doada por Leonard Peterson. Depois ele fala que a nova Miss Amity Island é Tina Wilcox. O chefe Brody é chamado pelo desaparecimento dos mergulhadores. Tina e seu namorado Eddie ficam em uma praia junto com uma senhora. No mar eles veem uma mulher esquiando. Mas ela é perseguida pelo tubarão. A condutora pega o esqui e chama pela mulher. O tubarão pula em cima do barco. A condutora joga gasolina nele e depois dá um tiro. O barco explode e o tubarão sai com o lado direito da cabeça queimada. O chefe Brody é alertado. O vice-chefe Hendricks vai com outro velho procurar por algum vestígio. Eles só encontram um fio elétrico. No dia seguinte Tina e Eddie encontram o cadáver de uma orca cheia de mordidas de tubarão. O chefe revela as fotos da câmera e vê a do tubarão. Ele leva à prefeitura mas ninguém compreende a foto. Ele passa pela praia e vê algo flutuando. Quando ele puxa ele vê o cadáver da condutora.  Então ele vai para uma torre de tubarões na praia principal. Quando uma mancha escura na água ele manda todos pra fora. Mas na verdade era só um cardume de anchovas. O prefeito o substitui por Hendricks. Michael Brody, filho de Martin, decide ir escondido velejar com os amigos. O irmão mais novo Sean ameaça a contar pros pais se ele não o levasse. Eddie e Tina estão sozinhos em seu barco até o tubarão aparecer e matar Eddie. Ela fica aterrorizada e se esconde. As demais crianças encontram com um homem que mergulha para caçar lagostas. Ele se assusta com o tubarão e sobe rápido demais a superfície, tendo que ir para o hospital. Os barcos se trombam uns com os outros.Brody usa o barco da polícia para resgatá-los. Ele chama um helicóptero da guarda costeira, mas o piloto também é morto. O tubarão vira o catamarã em que estão Marge e Sean. O animal engole Marge inteira. Os adolescentes salvam Sean. Brody os encontra, mas tromba o barco em um atol. Ele bate um remo no fio elétrico do começo do filme, atraindo o tubarão. Quando morde, o tubarão morre eletrocutado.

## Elenco
- Roy Scheider — Martin Brody
- Lorraine Gary — Ellen S. Brody
- Murray Hamilton — Prefeito Larry Vaughn
- Joseph Mascolo — Len Peterson
- Martha Swatek — Marge
- Jeffrey C. Kramer — Chefe da polícia Hendricks
- Collin Wilcox — Dr. Lureen Elkins
- Ann Dusenberry — Tina Wilcox
- Gary Rubin — Eddie
- Mark Gruner — Michael "Mike" Brody
- Marc Gilpin — Sean Brody
- Herb Muller — Phil Fogarty
- Barry Coe — Tom Andrews